# 千鳥屋宗家
株式会社千鳥屋宗家（ちどりやそうけ）は、兵庫県西宮市に本社を、大阪市中央区に本店を置く製菓業者。

## 歴史
千鳥屋の系列にある企業の1つで、千鳥屋を創業した原田政雄・ツユ夫妻の三男・原田太七郎が1986年（昭和61年）に設立した企業。千鳥屋の主力商品である「千鳥饅頭」や「チロリアン」（現在の商品名は「プレミアムピコロ」）を扱っているが、「大阪みたらし小餅」といった地域に根付いた商品も開発している。
創業者の原田太七郎は飯塚市で生まれ、修猷館高校・慶應義塾大学を経て、千鳥屋とは異なる企業に勤める。その後3年ほど外国で修行して家業に従事したが、長兄・原田良康に続いて次兄・原田光博が独立を志したのに乗じて、関西に「大阪千鳥屋」を出店した。1992年（平成4年）に大阪千鳥屋を「千鳥屋宗家」として法人化するが、太七郎はその他に若菜屋、栗阿彌、寛永堂を経営している。エストニア名誉領事も務める。
太七郎の妻・原田真理子は専務として経営に関わっており、3人の息子も千鳥屋宗家で働いていたが、2023年12月ごろに代表取締役社長は原田誉之へと引き継がれた。

## 沿革
これ以前の沿革は、千鳥屋#沿革を参照。
- 1973年（昭和48年） - 千鳥屋が兵庫県尼崎市に「大阪千鳥屋」を出店。
- 1989年（平成元年） - 「大阪みたらし小餅」を発売。
- 1992年（平成4年） - 千鳥屋宗家を設立。
- 2005年（平成17年） - JR神戸線加古川駅に出店。
- 2009年（平成21年） - 京都に若奈屋本店を設立。
- 2016年（平成28年） - 系列の寛永堂が十勝たちばなの「十勝甘納豆本舗」本店と川口工場を買収[7]

### 店舗一覧
- 大阪府

大阪市-(大阪本店　桃谷店　東三国店
戎橋店　京橋店　西中島店　三国店
なんばウォーク店　天満店　塚本店
阪神百貨店梅田店　天六店　十三店
堂島店　蒲生店　イオンモール鶴見緑地店
福島店　千林店　関目店　 天王寺MIO店
九条店　小阪店)守口市-(イオンモール大日店)　東大阪市-(布施店　八戸ノ里店　瓢箪山店)　京都市-ミュー阪急桂西店　豊中市-(曽根店　庄内店　蛍池店　岡町店　千里中央店)　箕面市-(箕面店)池田市-(池田店　石橋店)吹田市-(阪急山田店　吹田店)茨木市-(茨木市駅店　イオンモール茨木店)高槻市-(阪急百貨店高槻店　高槻店)寝屋川市-(香里園店)八尾市-(アリオ八尾店)堺市-(イオン堺北花田店　あびこ店　アリオ鳳店)藤井寺市-(イオン藤井寺店)泉佐野市-(いこらもーる店)
- 兵庫県

尼崎市-(アマスタ店　阪神尼崎店　杭瀬本町店　立花北店　立花南店　園田店　塚口北店　塚新店　武庫之荘北店　武庫之荘南店)
宝塚市-(逆瀬川店　宝塚店)
伊丹市(伊丹市　イオンモール伊丹店)
西宮市-(阪神百貨店西宮店　西宮本店　苦楽園店　アクタ西宮店　甲子園店　武庫川店)
芦屋市-(芦屋店)
神戸市-(JR三宮店　板宿店　プリコ神戸店　六甲道店　本山店　水道筋店　垂水店　須磨店　鈴蘭台店)
明石市-(JR大久保店)
加古川市-(加古川店)
三田市-(JR三田店)
- 京都府

京都市-(四条店　JR二条店　ミュー阪急桂西店)
- 奈良県大和郡山市-(イオンスタイル大和郡山店)　生駒市-(近鉄百貨店生駒店)

- 和歌山県

和歌山市-(近鉄百貨店和歌山店　神前店)海南市-(海南東店)

## 商品
代表銘菓
- 本千鳥饅頭
- 丸房露・彩ぼうろ
- 本千鳥さぶれ
- かすていら
- 大納言清澄
- 大阪みたらし小餅 - パッケージのイラストは尼子騒兵衛が手掛けた。

洋菓子
- フィルデン
- プレミアムピコロ

## 提供番組
- スーパーJチャンネル（朝日放送テレビ）

過去
- ニュースワイド TODAY・月曜担当（読売テレビ）
- 大阪発プラス1・月曜担当（読売テレビ）
- ニューススクランブル・月曜担当（読売テレビ）
- 毎日ニュース・お天気のお知らせ（MBSラジオ）